# Séverin L'Hermite
Pour les articles homonymes, voir Hermite.
Séverin de L'Hermite du Solier, né après 1601 et mort au siège de Royan en 1622, est un officier militaire et gentilhomme français, frère de Jean-Baptiste et François de L'Hermite dit Tristan L'Hermite.
Son existence n'est connue que par les allusions faites dans Le Page disgracié et les romans à clef apportés par ses deux frères.

## Biographie

### Origine et naissance
| Blason | Blasonnement : d'argent à trois chevrons de gueules. |

La devise de la famille était « Prier vaut à l'Hermite ». Selon une tradition admise par les généalogistes du XVIIe siècle, cette maison était issue de Pierre l'Ermite, prédicateur de la première croisade populaire au XIe siècle. Contesté au XIXe siècle, cet usage adopté par la suite « ne prouve pas assez que les L'Hermite du Solier descendaient de Pierre L'Hermite, mais ses adversaires ne peuvent pas prouver qu'il se trompe ou qu'il trompe ».

### Témoignages littéraires
Séverin de L'Hermite est le frère cadet de François de L'Hermite, dit Tristan L'Hermite, né en 1601 au château du Solier, près de Janaillat dans la Marche. 

Dans Le Page disgracié (livre II, chapitre L), Tristan évoque son frère lors du siège de Clairac, en 1621 : 

« J'avais un cadet dans le régiment des gardes du Prince, à qui l'on avait donné un mousquet pour lui faire faire son apprentissage en ce métier honorable. Je le trouvai dans notre camp et, depuis notre entrevue, il ne m'abandonna guère, sinon lorsqu'il était obligé d'entrer en garde, ou de faire faction. C'était un assez gentil garçon, qui ne donnait pas peu d'espérance de sa réussite dans les armes, mais ce jeune nourrisson de Mars n'avait aussi guère reçu de faveur des Muses. À peine était-il sensible aux belles choses. »

En 1667, Jean-Baptiste de L'Hermite publie la seconde édition du Page disgracié, qu'il présente comme un roman à clef. C'est dans la clef no 30 que Séverin L'Hermite est identifié : 

« L'auteur entre plusieurs frères avait ce puîné Séverin de L'Hermite, que l’évêque d'Angers désirant avancer dans l'épée, avait fait mettre aux gardes. Ce gentilhomme fut enseveli dans la mine de Royan. »

Cette clef permet de dater la mort de Séverin L'Hermite en 1622.

### Œuvres
- Jacques Prévot (présentation et notes), Le Page disgracié, Paris, Gallimard, coll. « Folio classique » (no 2609), 1994, 315 p. (ISBN 978-2-07-038909-4)
  - « Clefs » de Jean-Baptiste L'Hermite pour l'édition de 1667, p. 268-278

### Ouvrages cités
- Napoléon-Maurice Bernardin, Un Précurseur de Racine : Tristan L'Hermite, sieur du Solier (1601-1655), sa famille, sa vie, ses œuvres, Paris, Alphonse Picard, 1895, XI-632 p.